# Парлов, Мате
Ма́те Па́рлов (хорв. Mate Parlov; 16 ноября 1948, Сплит — 29 июля 2008, Пула) — югославский и хорватский боксёр средних и тяжёлых весовых категорий, выступал за сборную Югославии во второй половине 1960-х — первой половине 1970-х годов. Чемпион летних Олимпийских игр в Мюнхене, чемпион Европы и мира, победитель многих международных турниров и национальных первенств. В период 1975—1980 успешно боксировал на профессиональном уровне, владел титулами чемпиона ЕБС и ВБС. Выиграв почти все главные соревнования своего времени, считается величайшим боксёром в истории Хорватии и Югославии, неоднократно признавался лучшим спортсменом года в своей стране. Также получил известность как тренер югославской национальной сборной.

## Биография
Мате Парлов родился 16 ноября 1948 года в городе Сплит, хотя его семья происходит из деревни Ричице, расположенной недалеко от города Имотски. Первого серьёзного успеха на ринге добился в возрасте восемнадцати лет, когда стал чемпионом Югославии во втором среднем весе (впоследствии повторил это достижение ещё семь раз подряд). Благодаря череде удачных выступлений удостоился права защищать честь страны на летних Олимпийских играх 1968 года в Мехико — сумел дойти до стадии четвертьфиналов, после чего со счётом 0:5 проиграл англичанину Крису Финнегану, который в итоге и стал олимпийским чемпионом. Год спустя съездил на чемпионат Европы в Бухарест, откуда привёз медаль серебряного достоинства (в решающем матче уступил советскому боксёру Владимиру Тарасенкову).
В 1970 году Парлов поднялся в полутяжёлую весовую категорию, а в 1971-м выиграл чемпионат Балканских стран, одержал победу на чемпионате Европы в Мадриде и впервые был признан лучшим спортсменом страны (всего в течение карьеры трижды признавался лучшим спортсменом Югославии и трижды Хорватии). В 1972 году прошёл квалификацию на Олимпийские игры в Мюнхен, где одолел всех своих соперников и получил золотую медаль. В следующем сезоне во второй раз стал чемпионом Европы, победив на домашних соревнованиях в Белграде, а ещё через год был лучшим на впервые проведённом первенстве мира в Гаване, победив в финале советского боксёра Олега Коротаева. Позже решил попробовать себя среди профессионалов и покинул сборную. Всего в любительском олимпийском боксе провёл 276 боёв, из них только в 19 потерпел поражение.
Профессиональный дебют Парлова состоялся в мае 1975 года, своего первого соперника он победил техническим нокаутом уже во втором раунде. В течение последующих месяцев провёл множество удачных поединков, в июле 1976 года выиграл титул чемпиона Европейского боксёрского союза в полутяжёлом весе и три раза защитил его. В январе 1978 года получил шанс побороться за титул чемпиона мира по версии Всемирного боксёрского совета (ВБС), нокаутировал действующего чемпиона аргентинца Мигеля Анхеля Куэльо и стал первым чемпионом мира среди профессионалов из страны социалистического лагеря. Тем не менее, защитил выигранный чемпионский пояс только один раз, во время второй защиты уступил его американцу Марвину Джонсону (техническим нокаутом в десятом раунде). Когда в 1979 году титул чемпиона ВБС в первом тяжёлом весе получил статус вакантного, Парлов вновь попытался его завоевать, но неудачно — в первом матче с другим претендентом Марвином Кэмелом была зафиксирована ничья, в во втором Кэмел победил единогласным решением судей. Сразу после этого матча Парлов принял решение завершить карьеру спортсмена, всего в профессиональном боксе он провёл 29 боёв, из них 24 окончил победой (в том числе 12 досрочно), три раза проиграл, в двух случаях была ничья.
После завершения спортивной карьеры Мате Парлов вместе с семьёй поселился в городе Фажана, где приобрёл небольшое кафе на берегу Адриатического моря. Несмотря на это, вскоре всё же вернулся в бокс в качестве тренера, возглавив сборную Югославии. Под его руководством сборная ездила на летние Олимпийские игры 1984 года в Лос-Анджелес, причём югославские боксёры показали здесь наилучший результат за всю свою историю, выиграв золото, серебро и две бронзы. В поздние годы Парлов вёл активную общественную жизнь, часто появлялся на телевидении как эксперт и комментатор.
В марте 2008 года ему диагностировали рак лёгких, и спустя четыре месяца в одной из больниц Пулы он скончался.